# Ангел Милитиев
Ангел Петров Милитиев е български революционер, хайдутин и деец на Върховния македоно-одрински комитет.

## Биография
Ангел Милитиев е роден в 1858 година в драмското село Калапот, което тогава е в Османската империя. Оглавява собствена хайдушка чета и броди заедно с тези на Т. Паласкаря и К. Кучето. Участва в Кресненско-Разложкото въстание (1878 - 1879). Присъединява се към ВМОК и участва в Горноджумайското въстание. По-късно е войвода в Драмско. Умира през 1937 година в Свети Врач.